# Super Bowl LIX
Match précédent Match suivant
Le Super Bowl LIX est un match de football américain qui constitue la finale de la saison 2024 de la National Football League (NFL).
La 59e édition du Super Bowl se déroule le 9 février 2025 à La Nouvelle-Orléans dans l'État de Louisiane aux États-Unis. C'est le 8e Super Bowl joué dans ce stade et le 11e joué à La Nouvelle-Orléans, le dernier ayant été le Super Bowl XLVII en 2013.
La rencontre oppose les Chiefs de Kansas City, champions de l'American Football Conference (AFC) et les Eagles de Philadelphie, champions de la National Football Conference (NFC), une revanche du Super Bowl LVII gagné deux ans plus tôt par les Chiefs.
Le match est retransmis aux États-Unis en télévision par Fox et en vidéo à la demande par Tubi.
Les Eagles de Philadelphie remportent le match 40 à 22.

## Désignation de la ville hôte
Le 23 mai 2018, la ligue avait initialement sélectionné La Nouvelle-Orléans comme site du Super Bowl LVIII, alors provisoirement prévu pour le 4 février 2024. En mars 2020, la ligue et la NFLPA conviennent d'étendre la saison régulière qui passe de 16 à 17 matchs à partir de la saison 2021, repoussant de facto le Super Bowl LVIII au 11 février 2024 ce qui provoque un conflit avec les célébrations du Mardi Gras organisés à La Nouvelle-Orléans. Le 14 octobre 2020, la ligue décide de déplacer le Super Bowl LVIII dans une autre ville (Las Vegas est choisie plus tard) et d'attribuer le Super Bowl LIX à La Nouvelle-Orléans à la place, le Mardi Gras en 2025 ayant lieu le 4 mars ne posant plus de problème d'organisation.

### Logo
Le logo officiel est dévoilé le 12 février 2024. Il suit le modèle de logo établi depuis le Super Bowl LVI, avec les chiffres romains représentant la ville/région hôte. Pour cet événement, les chiffres romains contiennent des œuvres de l'artiste locale « Queen » Tahj Williams, une figure de la communauté des Indiens de Mardi gras. C'est la première fois que la NFL collabore avec un artiste local sur la conception d'un emblème du Super Bowl.
Le design, créé avec des perles, présente des motifs de fleurs de lys rouges, verts et dorés inspirés du Mardi Gras (un symbole longtemps lié à La Nouvelle-Orléans et utilisé comme logo pour les Saints de La Nouvelle-Orléans), évoquant les conceptions de balcons en ferronnerie courantes dans l'architecture de la ville (en particulier dans le quartier français).

### Sécurité
Lors de la nuit de la Saint-Sylvestre 2024, un attentat terroriste a lieu dans le Vieux Carré français non loin du Caesars Superdome où doit se tenir le Super Bowl. Les organisateurs du Super Bowl déclarent revoir les procédures de sécurité. En effet, le Sugar Bowl 2025 avait été reporté de 24 heures à la suite de l'attentat par les autorités. La NFL se déclare « profondément attristée » par l’attaque survenue à La Nouvelle-Orléans. Elle collabore étroitement avec les agences locales et fédérales pour renforcer la sécurité et se dit « confiante » quant à l'organisation du Super Bowl.

## Le stade

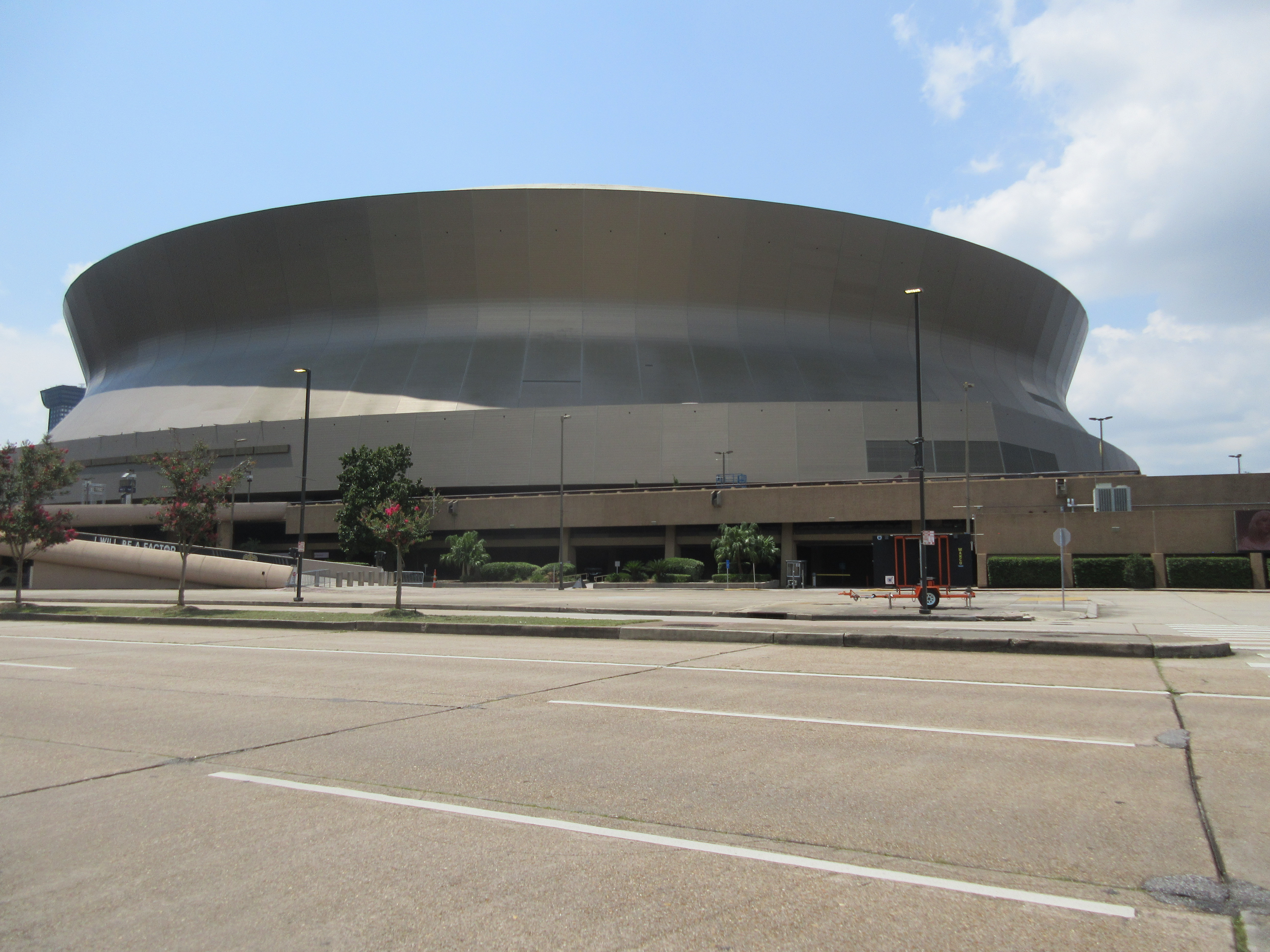
Vue extérieure du Caesars Superdome de La Nouvelle-Orléans.

Le Caesars Superdome (anciennement Louisiana Superdome et Mercedes-Benz Superdome), souvent appelé de manière informelle Superdome, The Dome ou New Orleans Superdome, est un stade couvert situé dans le quartier d'affaires de La Nouvelle-Orléans en Louisiane.
Sa construction a commencé en 1971 et il a été inauguré le 28 septembre 1975 à l'occasion d'un match des Saints de La Nouvelle-Orléans que ceux-ci utilisent pour leurs matchs à domicile. Le stade a également accueilli de 1975 à 2014, les matchs de la Green Wave de Tulane, équipe universitaire de football américain de la NCAA Division I FBS.
Chaque année, le Sugar Bowl s'y déroule, accueillant parfois plus de 79 000 spectateurs. Pour les rencontres des Saints, la capacité du stade est de 73 208 places pour les matchs de saison régulière et de 73 208 pour les séries éliminatoires et les Super Bowls. Le stade offre 56 941 places en configuration pour le baseball et environ 75 000 pour les concerts. Il organise également des matchs de basket-ball universitaire de la Southeastern Conference ou il peut accueillir 73 432 spectateurs, et parfois le Final Four.
Le Superdome dispose de 152 suites de luxe et 14 077 sièges de club.

## Spectacles

### Fête des fans
Le 7 janvier 2025, la société Verizon annonce le lancement du Verizon FanFest dans toutes les autres villes de la NFL où, le jour du Super Bowl à 16 h EST, les fans pouvaient se rendre dans les divers stades NFL pour y rencontrer des membres du Pro Football Hall of Fame de la NFL et y prendre des selfies sur la ligne des 50 yards. Entre autres activités, ils pourront également frapper un ballon dans la zone des buts, visiter les vestiaires, déguster des plats de petites entreprises locales, obtenir des produits exclusifs. Des activités spéciales ont été proposées pour La Nouvelle-Orléans.

### Avant match
Le chanteur rap Post Malone sera la tête d'affiche d'un concert donné à l'extérieur du stade et sponsorisé par YouTube.

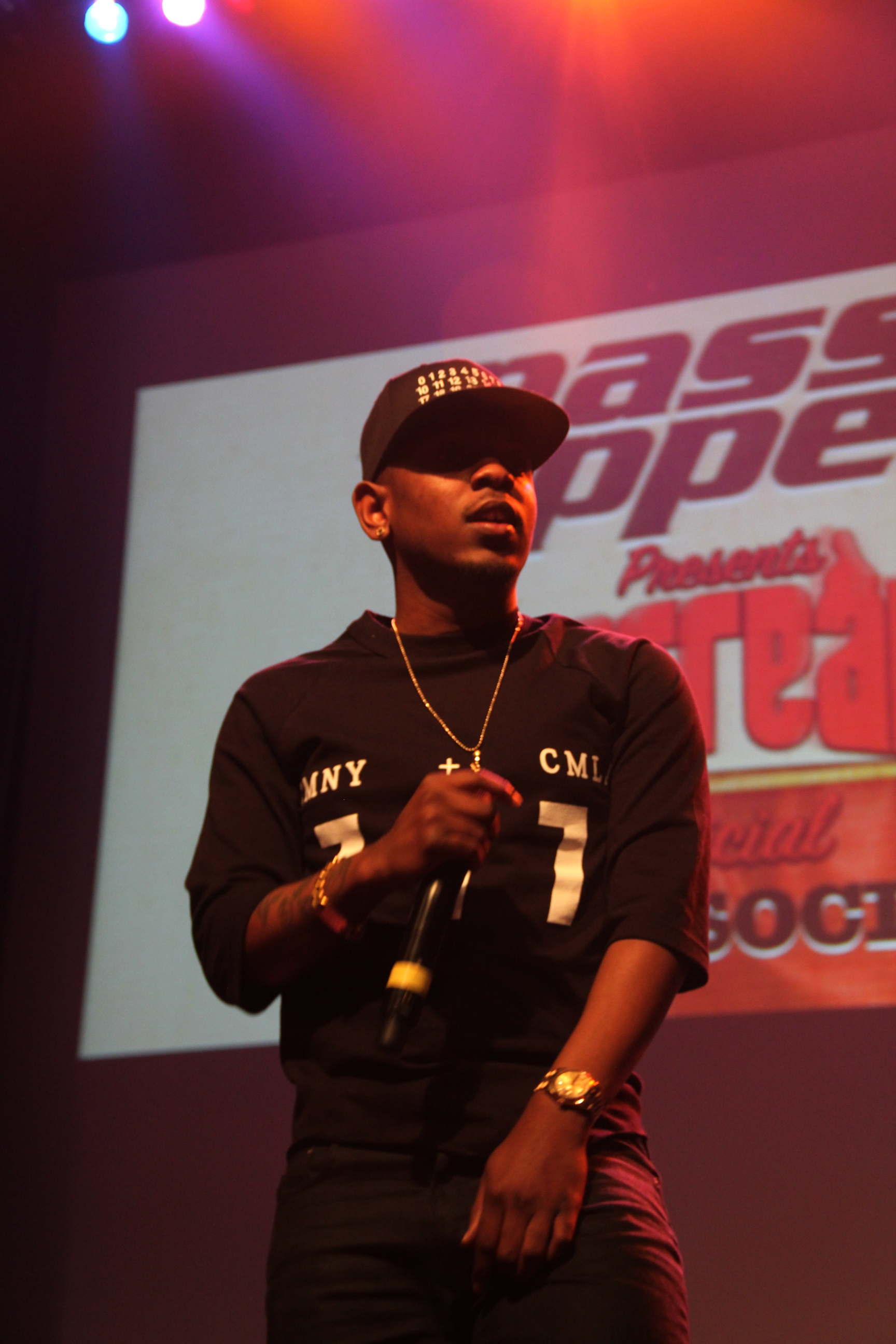
Kendrick Lamar.

Le 28 novembre 2024, la NFL annonce que Jon Batiste interprétera l'hymne national américain The Star-Spangled Banner, que Trombone Shorty et Lauren Daigle interpréteront « America the Beautiful », et que Ledisi (en) interprétera « Lift Every Voice and Sing ». Stephanie Nogueras participera à la traduction dans la langue des signes de l'hymne national et d'« America the Beautiful », tandis qu'Otis Jones IV le fera pour « Lift Every Voice and Sing ».

### Spectacle de la mi-temps
Le 8 septembre 2024, il est annoncé que le rappeur Kendrick Lamar a été désigné artiste principal du spectacle de la mi-temps du Super Bowl. Il a précédemment participé au show du Super Bowl LVI en 2022.
Le 23 janvier 2025, il est annoncé que la chanteuse SZA sera une invitée spéciale du spectacle. SZA chante sur les chansons All the Stars et Luther. L'acteur américain Samuel L. Jackson est aussi présent, déguisé en Oncle Sam.
La chanson Not Like Us, issue d'une querelle très médiatisée (en) entre Kendrick Lamar et le rappeur canadien Drake, a fait l'objet d'une attention particulière. La joueuse de tennis américaine Serena Williams, ancienne petite amie de Drake, est présente comme danseuse lors de la chanson.

## Présentation du match

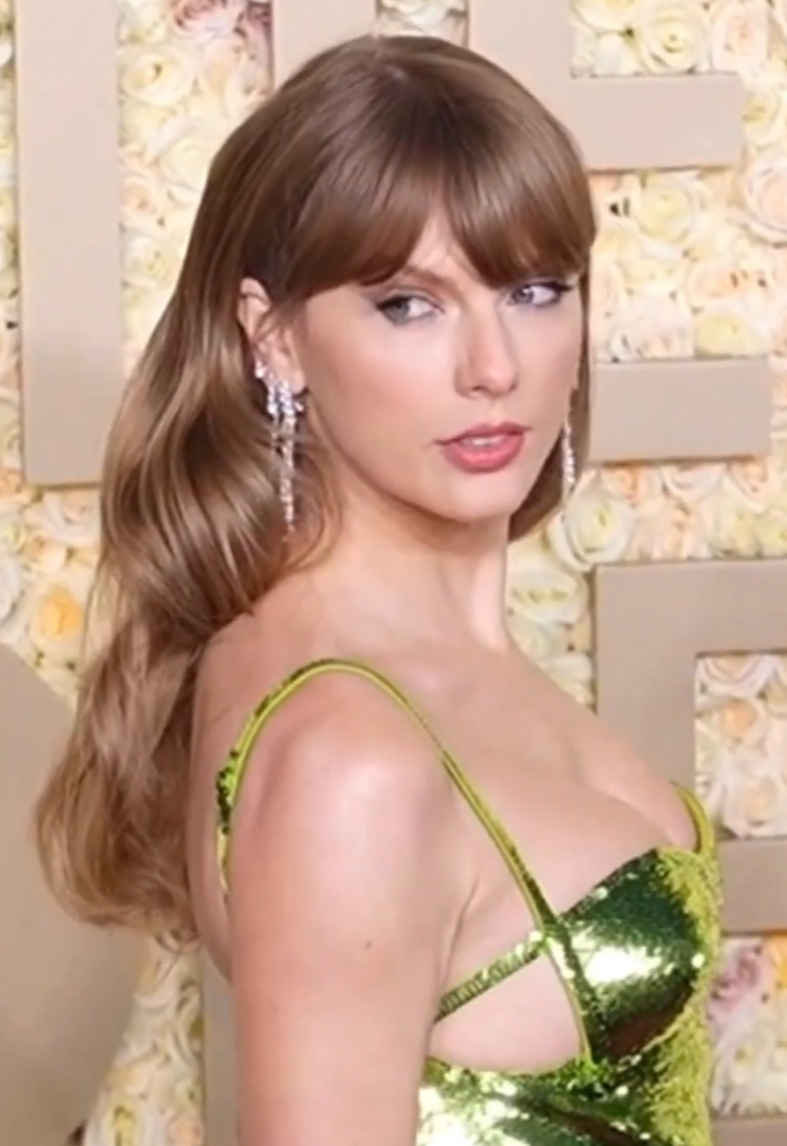
Pour la seconde année consécutive, Taylor Swift sera présente au Super Bowl, rebaptisé par certains Swiftie Bowl II.

La rencontre est une revanche du Super Bowl LVII joué au terme de la saison 2023 remporté par les Chiefs 38 à 35.
Les Eagles de Philadelphie sont considérés comme l'équipe jouant à domicile en vertu de la rotation annuelle entre les deux conférences. À ce titre, ils ont choisi de jouer le Super Bowl avec leur équipement traditionnel à domicile soit en maillots couleur vert nuit avec pantalon blanc, les Chiefs jouant avec leurs maillots d'extérieur soit en maillots blancs et pantalons rouges. Ces tenues sont celles déjà portées à l'occasion du Super Bowl LVIII,.
Les Eagles s'entraîneront la semaine précédant le match., au complexe des Saints de La Nouvelle-Orléans à Metairie en Louisiane. Les Chiefs s'entraîneront sur le site de l'université Tulane de La Nouvelle-Orléans.
Comme ce fut le cas à l'occasion du Super Bowl LVIII, cette rencontre a été surnommée par certains le « Swiftie Bowl » (ou dans ce cas « Swiftie Bowl II ») en raison de la relation très médiatisée entre Travis Kelce (tight end des Chiefs) et Taylor Swift, pop star américaine fréquemment présente aux matchs des Chiefs,. Une enquête menée début janvier 2025 par la société LendingTree (en) a déterminé que l'association de Swift avec la ligue avait un effet polarisant sur sa base de fans ; elle a noté que 14 % des répondants avaient augmenté leur intérêt pour la ligue à cause de Swift, mais que 10 % avaient perdu tout intérêt à cause d'elle et que 17 % détestaient désormais son influence sur la NFL.
David Portnoy (en) créateur de la société Barstool Sports's (en), le running back des 49ers de San Francisco Christian McCaffrey, et Cheryl Bosa, mère des joueurs NFL Joey et Nick Bosa, ont tous appelé au boycott de l'évènement estimant que l'arbitrage avait été en faveur des Chiefs tout au long de la saison 2024, et plus particulièrement lors de la finale de conférence AFC contre les Bills de Buffalo.
Le prix des billets pour le match sur le marché secondaire s'est effondré après la finale de conférence AFC, chutant d'environ 30 % par rapport aux billets revendus du Super Bowl LVIII ; Brett Goldberg, copropriétaire de TickPick, a suggéré que la capacité hôtelière relativement faible à La Nouvelle-Orléans était un facteur de cette forte baisse, mais que la lassitude induite par la présence des Chiefs au Super Bowl était également un facteur : « Je pense que si les Bills avaient gagné, vous auriez vu une dynamique très différente ici. ».
Le 3 février 2025, les responsables de la ligue ont annoncé que le slogan « End Racism », qui avait été peint pour la première fois dans la zone d'en-but lors du Super Bowl LV, serait reformulé en « Choose Love » pendant le match. Bien qu'au moins un haut responsable de la NFL ait exprimé son inquiétude à la lumière des remarques du président américain Donald Trump sur le sujet du racisme, le porte-parole de la NFL, Brian McCarthy, a déclaré qu'il avait fait ce choix à la lumière d'événements récents tels que l'attaque au camion survenu à La Nouvelle-Orléans, les incendies de forêt du sud de la Californie en janvier 2025 et la collision aérienne sur le fleuve Potomac. Le slogan « It Takes All of Us » restera dans la zone d'en-but.[38] Le commissaire de la NFL, Roger Goodell, avait réaffirmé plus tôt l'engagement de sa ligue en faveur des efforts de diversité, d'équité et d'inclusion, bien qu'un certain nombre d'autres entreprises américaines aient réduits ces efforts depuis 2024.
Donald Trump a annoncé qu'il assistera au Super Bowl LIX. Il deviendra à cette occasion le premier président des États-Unis en exercice à assister à un Super Bowl.
Comme lors des précédents Super Bowls impliquant les Chiefs, le Kansas City Indian Center et la Not in Our Honor Coalition ont demandé à l'équipe de changer de nom et d'arrêter d'utiliser la gestuelle du tomahawk (en), affirmant que « Chief » ne représente pas directement le nom des Amérindiens. « Chief » était le surnom du maire de Kansas City, Harold Roe Bartle (en), à l'époque où l'équipe s'est installée à Kansas City. Bartle n'était pas un Amérindien, son surnom lui ayant été attribué lorsqu'il dirigeait un camp de scouts où il portait des déguisements amérindiens,.
|  | Finales de conférence                                                | Finales de conférence                                     |                       |    | Super Bowl LIX                                                    | Super Bowl LIX                                                    |
|  | Finales de conférence                                                | Finales de conférence                                     |                       |    | Super Bowl LIX                                                    | Super Bowl LIX                                                    |
|  |                                                                      |                                                           |                       |    |                                                                   |                                                                   |
|  | 26 janvier 2025, Arrowhead Stadium, Kansas City, Missouri            | 26 janvier 2025, Arrowhead Stadium, Kansas City, Missouri |                       |    | 9 février 2025, Caesars Superdome, La Nouvelle-Orléans, Louisiane | 9 février 2025, Caesars Superdome, La Nouvelle-Orléans, Louisiane |
|  | 26 janvier 2025, Arrowhead Stadium, Kansas City, Missouri            | 26 janvier 2025, Arrowhead Stadium, Kansas City, Missouri |                       |    | 9 février 2025, Caesars Superdome, La Nouvelle-Orléans, Louisiane | 9 février 2025, Caesars Superdome, La Nouvelle-Orléans, Louisiane |
|  | #1 AFC Chiefs de Kansas City                                         | 32                                                        |                       |    | 9 février 2025, Caesars Superdome, La Nouvelle-Orléans, Louisiane | 9 février 2025, Caesars Superdome, La Nouvelle-Orléans, Louisiane |
|  | #1 AFC Chiefs de Kansas City                                         | 32                                                        |                       |    | 9 février 2025, Caesars Superdome, La Nouvelle-Orléans, Louisiane | 9 février 2025, Caesars Superdome, La Nouvelle-Orléans, Louisiane |
|  | #2 AFC Bills de Buffalo                                              | 29                                                        |                       |    | 9 février 2025, Caesars Superdome, La Nouvelle-Orléans, Louisiane | 9 février 2025, Caesars Superdome, La Nouvelle-Orléans, Louisiane |
|  | #2 AFC Bills de Buffalo                                              | 29                                                        | Chiefs de Kansas City | 22 |                                                                   |                                                                   |
|  | 26 janvier 2025, Lincoln Financial Field, Philadelphie, Pennsylvanie |                                                           | Chiefs de Kansas City | 22 |                                                                   |                                                                   |
|  |                                                                      | Eagles de Philadelphie                                    | 40                    |    |                                                                   |                                                                   |
|  | #6 NFC Commanders de Washington                                      | Eagles de Philadelphie                                    | 40                    | 23 |                                                                   |                                                                   |
|  | #6 NFC Commanders de Washington                                      |                                                           |                       | 23 |                                                                   |                                                                   |
|  | #2 NFC Eagles de Philadelphie                                        | 55                                                        |                       |    |                                                                   |                                                                   |
|  | #2 NFC Eagles de Philadelphie                                        | 55                                                        |                       |    |                                                                   |                                                                   |

## Les équipes
| Équipes                                                                                               | Conférences | Divisions | Entraîneurs   | Bilan de saison régulière |
| --- | ----------- | --------- | ------------- | ------------------------- |
| Chiefs de Kansas City                                                                                 | AFC         | AFC West  | Andy Reid     | 15-2                      |
| Eagles de Philadelphie                                                                                | NFC         | NFC East  | Nick Sirianni | 14-3                      |
| - Arbitre : Ronald Torbert (en) - Équipe donnée favorite par les bookmakers : Kansas City par 1 point |             |           |               |                           |

### Chiefs de Kansas City

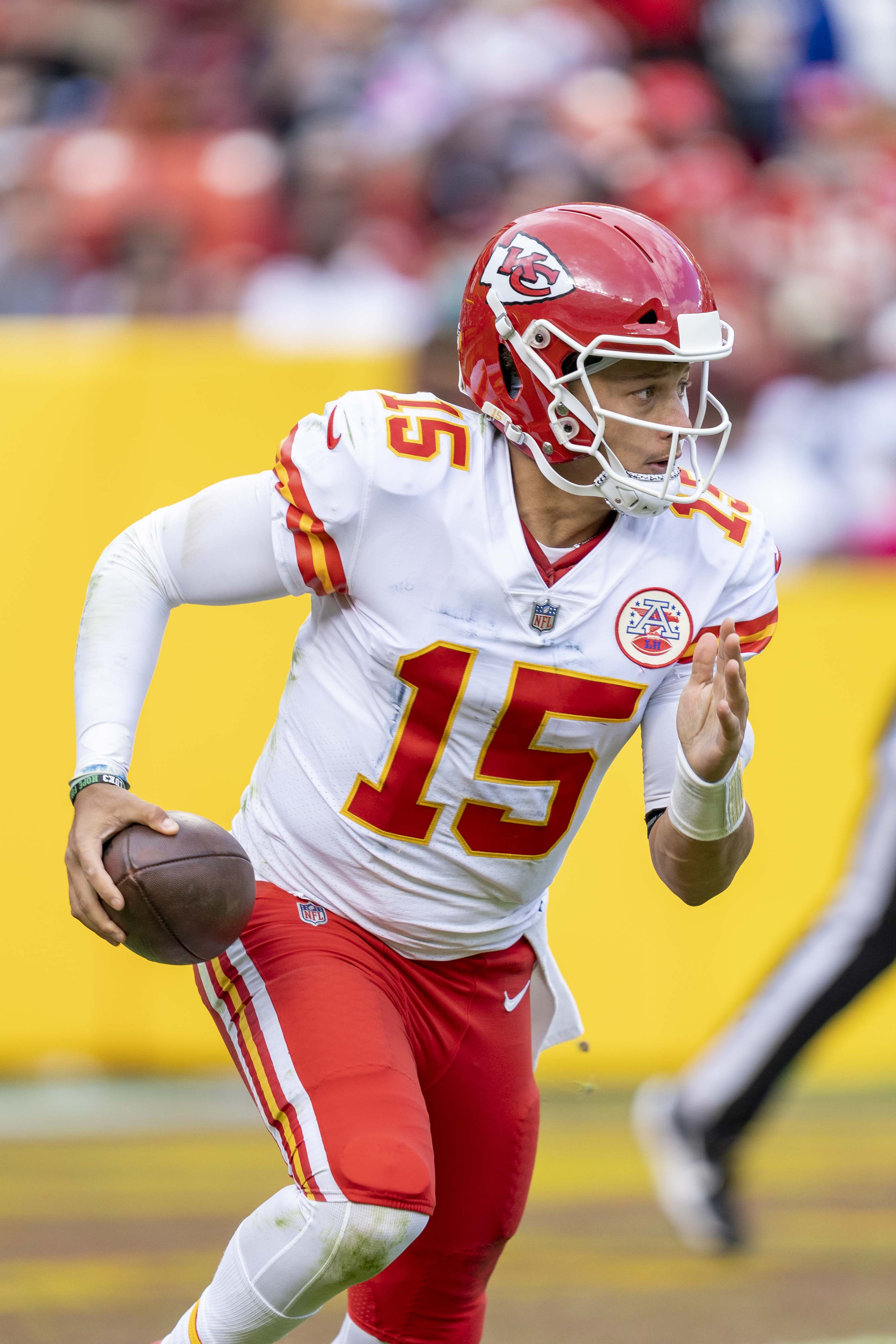
Patrick Mahomes, quarterback des Chiefs.

#### Saison régulière
Sous la direction d'Andy Reid (10e saison), Kansas City termine la saison régulière avec un bilan de 15 victoires et 2 défaites (chez les Bills en 11e semaine et chez les Broncos en dernière semaine). Ils remportent leur 16e titre de la division AFC West, leur 9e consécutif et présentent le meilleur bilan des franchises NFL (à égalité avec les Lions de Détroit de la NFC),.
L'attaque a inscrit 385 points (22,6/match) et et est classée 15e de la ligue. La défense en a concédé 326 (16,7/match) et est classée 4e de la ligue.
Malgré ce bilan, le quarterback Patrick Mahomes a eu une année difficile. Il ne dépasse pas la barre des 4 000 yards gagnés à la passe et est en dessous de ses standards au niveau de ses statistiques. Cependant, il a effectué sept drives victorieux, la deuxième meilleur statistique à égalité de la ligue. Le tight end Travis Kelce est le meilleur de son équipe au nombre de yards gagnés en réceptions (823), le running back Kareem Hunt étant le meilleur au nombre de yards gagnés à la course (728). Le rookie wide receiver Xavier Worthy a gagné un total de 742 yards tout en inscrivant 9 touchdowns. Les Chiefs ont acquis vers la mi-saison le wide receiver DeAndre Hopkins (échange avec les Titans), lequel a inscrit 4 touchdowns pour un gain de 437 yards en réceptions. La ligne offensive se compose des Pro Bowlers Joe Thuney, Creed Humphrey et Trey Smith (en), Thuney et Humphrey étant également désignés joueurs All-Pro.
La défense se classe pour la deuxième saison consécutive dans le top 4 de la ligue sous la direction du coordinateur défensif Steve Spagnuolo (en). Ses meilleur joueurs, tous deux désignés All-Pros, ont été le defensive tackle Chris Jones (5 sacks) et le cornerback Trent McDuffie (2 interceptions). Les autres joueurs notables ont été le defensive end George Karlaftis (8 sacks), le linebacker Nick Bolton (106 plaquages) et le safety Justin Reid (87 plaquages).

#### Série éliminatoire
Classés 1er de l'American Football Conference, les Chiefs sont exemptés du tour de wild card et jouent leurs matchs de série éliminatoire à domicile. Ils battent les Texans de Houston en tour de division (23-14) et se qualifient pour leur 7e finale de conférence AFC consécutive. Ils battent 32 à 39 les Bills de Buffalo remportant leur troisième finale de conférence AFC consécutive, leur 5e en 7 participations depuis la saison 2018.
Les Chiefs de Kansas City se qualifient ainsi pour leur 5e Super Bowl au cours des 6 dernières saisons. Après avoir gagné les deux dernières éditions, ils vont tenter de devenir la première franchise de l'histoire de la NFL à remporter trois Super Bowl consécutifs, huit franchises ayant jusqu'à présent échoué dans cette tentative.
Kansas City compte 4 victoires au Super Bowl (IV, LIV, LVII, LVIII) pour deux défaites (I, LV).

#### Meilleurs joueurs
Les Chiefs suivants ont été sélectionnés pour le Pro Bowl Games 2025 :
- Titulaires : Travis Kelce (TE), Creed Humphrey (C), Chris Jones (DT) ;
- Réservistes : Patrick Mahomes (QB), Joe Thuney (OG).

| Logo     | Postes       | Joueurs                                                                      | Statistiques |
| -------- | ------------ | ---------------------------------------------------------------------------- | --- |
|          | Quarterback  | Patrick Mahomes                                                              | 18 matchs, 426/632 passes réussies pour 4 350 yards et 28 TDs à la passe, 11 interceptions 76 courses pour 364 yards et 4 TDs à la course évaluation QB de 93,5 en saison régulière et de 105,2 en série éliminatoire |
| Coureur  | Kareem Hunt  | 15 matchs, 225 courses pour 836 yards et 9 TDs, 25 réceptions pour 184 yards | |
| Receveur | Travis Kelce | 18 matchs, 106 réceptions pour 959 yards et 4 TDs                            | |

#### Historique des finales
| Édition         | Date            | Lieu                                                   | Adversaire              | G/P    | Score | Quarterback(s)  | Entraîneur      |
| --------------- | --------------- | ------------------------------------------------------ | ----------------------- | ------ | ----- | --------------- | --------------- |
| Super Bowl LVII | 11 février 2024 | Allegiant Stadium, Paradise, Nevada                    | 49ers de San Francisco  | G, 4-2 | 25-22 | Patrick Mahomes | Andy Reid       |
| Super Bowl LVI  | 12 février 2023 | State Farm Stadium, Glendale, Arizona                  | Eagles de Philadelphie  | G, 3-2 | 38-35 | Patrick Mahomes | Andy Reid       |
| Super Bowl LV   | 7 février 2021  | Raymond James Stadium, Tampa, Floride                  | Buccaneers de Tampa Bay | P, 2-2 | 09-30 | Patrick Mahomes | Andy Reid       |
| Super Bowl LIV  | 2 février 2020  | Hard Rock Stadium, Miami, Floride                      | 49ers de San Francisco  | G, 2-1 | 31-20 | Patrick Mahomes | Andy Reid       |
| Super Bowl IV   | 11 janvier 1970 | Tulane Stadium, La Nouvelle-Orléans, Louisiane         | Vikings du Minnesota    | G, 1-1 | 23-07 | Len Dawson      | Hank Stram (en) |
| Super Bowl I    | 15 janvier 1967 | Los Angeles Memorial Coliseum, Los Angeles, Californie | Packers de Green Bay    | P, 0-1 | 10-35 | Len Dawson      | Hank Stram      |

| Édition                    | Date             | Lieu                             | Adversaire        | G/P    | Score     | Quarterback       | Entraîneur      |
| -------------------------- | ---------------- | -------------------------------- | ----------------- | ------ | --------- | ----------------- | --------------- |
| AFL Championship 1962 (en) | 23 décembre 1962 | Jeppesen Stadium, Houston, Texas | Oilers de Houston | G, 1-0 | 20 2ET 17 | Abner Haynes (en) | Hank Stram (en) |

### Eagles de Philadelphie

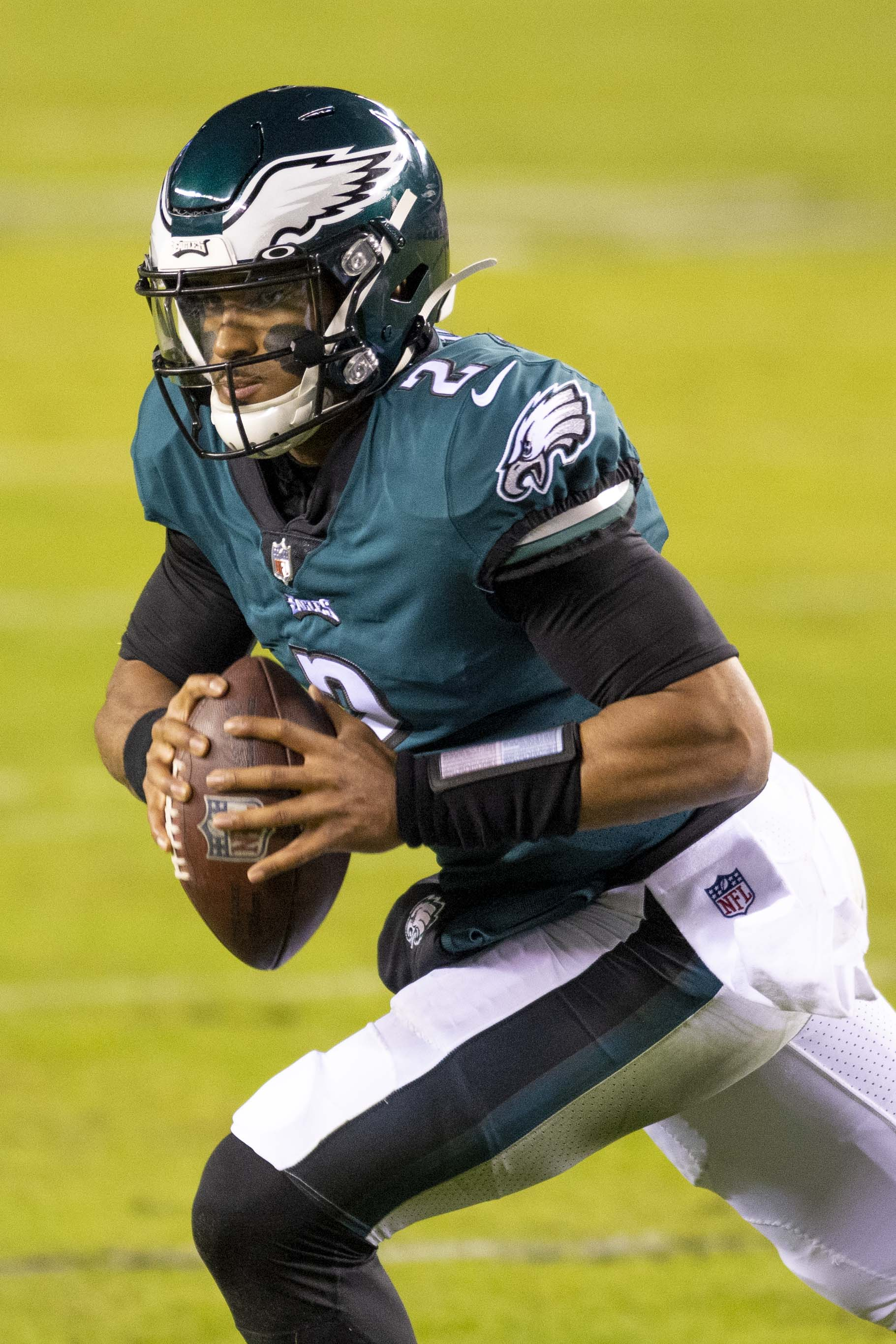
Jalen Hurts, quarterback des Eagles.

#### Saison régulière
Sous la direction de Nick Sirianni (4e saison), les Eagles de Philadelphie améliorent leur bilan de 2023 (11–6) en terminant la saison régulière avec 14 victoires pour 3 défaites (contre Atlanta en 2e semaine, contre Tampa Bay en 4e semaine et à Washington en 16e semaine). Ils remportent leur 13e titre de la division NFC East et sont classés 2e de la National Football Conference derrière les Lions de Détroit.
L'attaque est classée 7e de la ligue avec 463 points inscrits (moyenne de 27,2 points par match). Le quarterback Jalen Hurts a eu une saison efficace avec des sommets en carrière pour le pourcentage de passes complétées, la moyenne de yards gagnés par passe et son évaluation de passeur. Il ne s'est fait intercepter qu'à cinq reprises. Cependant, il n'a tenté que 361 passes à la suite de la charge de travail élevée donnée par les entraîneurs au running back All-Pro Saquon Barkley, ce dernier devenant le 9e joueur de l'histoire de la ligue à gagner 2 000 yards à la course sur une saison. Le corps des receveurs des Eagles comporte les wide receivers All-Pro WR A.J. Brown (1 079 yards), DeVonta Smith (833 yards) et le tight end Dallas Goedert (496 yards). La ligne offensive line a été une des meilleurs de la ligue avec les Pro Bowlers Cam Jurgens, Landon Dickerson et Lane Johnson (ce dernier également All Bowl) complété avec l'All-Pro Jordan Mailata.
Sous la direction du coordinateur défensif Vic Fangio (en), les Eagles sont classés 2e meilleur défense de la NFL boostée par le linebacker Zack Baun (151 plaquages, 5 fumbles forcés, et 3 ½ sacks). Ils n'ont autorisés que 303 points adverses soit une moyenne de 17,8 points par match. La ligne défensive est composée des joueurs All-Pro, les defensive tackles Jalen Carter (4 ½ sacks) et Milton Williams (5 sacks) avec les linebackers Josh Sweat (8 sacks) et Nolan Smith (6 ½ sacks). La ligne arrière se composé de plusieurs joueurs clés dont les rookies cornerbacks Quinyon Mitchell et Cooper DeJean, les safeties Reed Blankenship et C.J. Gardner-Johnson épaulés par le vétéran cornerback Darius Slay.

#### Série éliminatoire
Les Eagles battent à domicile, les Packers de Green Bay en tour de wild card (22-10) et les Rams de Los Angeles en tour de division (28-22). Toujours à domicile, ils remportent leur 5e finale de conférence NFC en battant 55 à 23 les Commanders de Washington, leurs rivaux de division, établissant le record du plus grand nombre de points inscrits lors d'un match de finale de conférence .
Les Eagles se qualifient ainsi pour leur 5e Super Bowl (leur 2e en 3 saisons), présentant un bilan d'une victoire lors du Super Bowl LII pour trois défaites lors des Super Bowls XV, XXXIX et LVII.

#### Meilleurs joueurs
Les Eagles suivants ont été sélectionnés pour le Pro Bowl Games 2025 :
- Titulaires : Saquon Barkley (RB), Lane Johnson (OT), Landon Dickerson (OG), Jalen Carter (DT) ;
- Réservistes : Cam Jurgens (C), Zack Baun (LB).

| Logo     | Postes         | Joueurs | Statistiques |
| -------- | -------------- | --- | --- |
|          | Quarterback    | Jalen Hurts | 18 matchs (15+3), 296/430 passes réussies pour 3 408 yards, 21 TDs à la passe, 5 interceptions 173 courses pour 752 yards et 18 TDs à la course, 4 fumbles (2 perdus) évaluation QB de 103,7 en saison régulière et de 93,1 en play-offs |
| Coureur  | Saquon Barkley | 19 (16+3) matchs, 411 courses pour 2 447 yards nets gagnés et 20 TDs, 2 fumbles (1 perdu) 40 réceptions pour 313 yards et 2 TDs | |
| Receveur | A. J. Brown    | 16 (13+3) matchs, 76 réceptions pour 1 199 yards et 8 TDs 3 courses pour 19 yards                                               | |

#### Historique des finales
Les Eagles participent à leur 5e Super Bowl (bilan de 1 victoire pour 3 défaites). La franchise a également remporté 3 finales du championnat NFL (avant l'ère du Super Bowl) soit en 1948, 1949 et 1960.
| Édition          | Date            | Lieu                                      | Adversaire                         | G/P    | Score   | Quarterback(s) | Entraîneur    |
| ---------------- | --------------- | ----------------------------------------- | ---------------------------------- | ------ | ------- | -------------- | ------------- |
| Super Bowl LVI   | 12 février 2023 | State Farm Stadium, Glendale, Arizona     | Chiefs de Kansas City              | P, 1-3 | 35-38   | Jalen Hurts    | Nick Sirianni |
| Super Bowl LII   | 4 février 2018  | U.S. Bank Stadium, Minneapolis, Minnesota | Patriots de la Nouvelle-Angleterre | G, 1-2 | 41 - 33 | Nick Foles     | Doug Pederson |
| Super Bowl XXXIX | 6 février 2005  | Alltel Stadium, Jacksonville              | Patriots de la Nouvelle-Angleterre | P, 0-2 | 21 - 24 | Donovan McNabb | Andy Reid     |
| Super Bowl XV    | 25 janvier 1981 | Louisiana Superdome, La Nouvelle-Orléans  | Raiders d'Oakland                  | P, 0-1 | 10 - 27 | Ron Jaworski   | Dick Vermeil  |

| Édition                    | Date             | Lieu                              | Adversaire           | G/P    | Score | Quarterback(s)      | Entraîneur     |
| -------------------------- | ---------------- | --------------------------------- | -------------------- | ------ | ----- | ------------------- | -------------- |
| NFL Championship 1960 (en) | 26 décembre 1960 | Franklin Field, Philadelphie      | Packers de Green Bay | G, 3-1 | 17–13 | Norm Van Brocklin   | Buck Shaw (en) |
| NFL Championship 1949 (en) | 18 décembre 1949 | Los Angeles Memorial Coliseum, LA | Rams de Los Angeles  | G, 2-1 | 14–0  | Tommy Thompson      | Greasy Neale   |
| NFL Championship 1948 (en) | 19 décembre 1948 | Shibe Park (en), Philadelphie     | Cardinals de Chicago | G, 1-1 | 07–0  | Tommy Thompson      | Greasy Neale   |
| NFL Championship 1947 (en) | 28 décembre 1947 | Comiskey Park, Chicago            | Cardinals de Chicago | P, 0-1 | 21–28 | Tommy Thompson (en) | Greasy Neale   |

## Les entraîneurs

### Andy Reid
Andrew Walter Reid (né le 19 mars 1958) est l'entraîneur principal des Chiefs depuis 2013 après avoir été celui des Eagles entre (1999-2012) et après avoir occupé plusieurs postes chez les Packers de Green Bay (entraîneur des tight ends et assistant entraîneur de la ligne offensive (1992–1996) ainsi qu'entraîneur des quarterbacks et assistant de l'entraîneur principal (1997–1998)).
Il a fait ses armes en NCAA, en tant qu'assistant gradué des Cougars de BYU (1982), en tant qu'entraîneur de la ligne offensive des Gators de San Francisco State (1983–1985), des Lumberjacks de Northern Arizona (1986), des Miners de l'UTEP (1987–1988) et en tant qu'entraîneur principal des Tigers du Missouri (1989–1991).
Il a également été joueur au poste de running back chez les Bulldogs de la Géorgie (1973-1975). Il ne joue ensuite qu'un seul match en NFL pour les Bills de Buffalo en 1976.
Au cours des 26 saisons en tant qu'entraîneur principal en NFL (14 avec les Eagles et 12 avec les Chiefs), ses équipes n'afficheront un bilan négatif qu'à trois reprises et toutes avec les Eagles : 1999 (5-11), 2005 (6-10), 2012 (4-12). Il réalise sa moins bonne saison avec les Chiefs en 2014 (9-7). Depuis que Patrick Mahomes en est le quarterback, les Chiefs ont toujours gagné au minimum dix matchs de saison régulière.
Il a remporté 6 titres de la division NFC East avec les Eagles et 9 consécutifs (série en cours) de la division AFC West avec les Chiefs. Il remporte cinq titres de conférence (1 en NFC et 5 en AFC). Il remporte trois Super Bowl (saisons 2019, 2022 et 2023 avec les Chiefs respectivement contre 2 x les 49ers et les Eagles) et en perd 2 (saison 2004 avec les Eagles contre les Patriots et saison 2020 avec les Chiefs contre les Buccaneers).
| Vainqueur du Super Bowl : Super Bowl XXXI, en tant qu'entraîneur assistant des Packers de Green Bay ; Super Bowl LIV, Super Bowl LVII et Super Bowl LVIII, en tant qu'entraîneur principal des Chiefs de Kansas City. Statistiques en NFL : Saisons régulières : 273–146–1 (65,1 %) Séries éliminatoire : 28–16 (63,6 %) Carrière : 301–162–1 (65 %) Champion de conférence : AFC avec les Chiefs : 2019, 2020, 2022, 2023, 2024 NFC avec les Eagles : 2004 Champion de division : AFC West avec les Chiefs : 2016, 2017, 2018, 2019, 2020, 2021, 2022, 2023, 2024 NFC East avec les Eagles : 2001, 2002, 2003, 2004, 2006, 2010 Entraîneur NFL de l'année : par l'Associated Press : 2002 par le Sporting News : 2000, 2002, 2018 par Pro Football Weekly : 2002 par Maxwell Club : 2000, 2002, 2010, 2018 Sélectionné dans l'équipe du 75e anniversaire des Eagles de Philadelphie. |

### Nick Sirianni
Nicholas John Siranni (né le 15 juin 1981 à Jamestown dans l'État de New York), est l'entraîneur principal des Eagles de Philadelphie depuis la saison 2021. Il s'agit de son premier poste d'entraîneur principal au sein de la NFL.
Sirianni a joué au poste de wide receiver dans la Division III de la NCAA avec l'équipe de Mount Union (en) située à Alliance dans l'Ohio, remportant les championnats nationaux en 2000, 2001 et 2002. Bien qu'une blessure au mollet et un syndrome de loge aient presque mis fin à sa carrière de joueur en deuxième année, Sirianni a persévéré. En tant que senior en 2003, il a totalisé 998 yards et inscrit 13 touchdowns tout en obtenant son diplôme en éducation. Il a ensuite joué une saison au niveau professionnel pour les Legends de Canton (en) de l'American Indoor Football League (en).
Il décide ensuite de se diriger vers une carrière d'entraîneur et commence au niveau universitaire, en tant qu'entraîneur des defensive backs de l'université de Mount Union (2004-2005) et en tant qu'entraîneur des wide receivers de l'université d'Indiana en Pennsylvanie (2006-2008). Il effectue ses premiers pas en NFL chez les Chiefs de Kansas City (2009-2012) où il alterne les postes d'entraîneur du contrôle de la qualité offensive, d'entraineur des quarterbacks et des wide receivers. Il fait de même chez les Chargers de San Diego/Los Angeles (2013-2017) avant de devenir coordinateur offensif des Colts d'Indianapolis (2018-2020).
Avec les Eagles, il obtient une qualification pour la série éliminatoire dès sa première saison (défaite contre les Buccaneers de Tampa Bay en tour Wild card) et atteint le Super Bowl LVII l'année suivante (défaite contre les Chiefs). L'histoire se répète pour la saison 2023 avec une nouvelle défaite en tour de Wild card contre les Buccanneers.
| Statistiques en NFL : Saisons régulières : 48-20 (70,6 %) Séries éliminatoires : 5-3 (62,5 %) Carrière : 53-23 (69,7 %) Champion de conférence : NFC avec les Eagles : 2022 Champion de division : NFC East avec les Eagles : 2022, 2024 Entraîneur NFL de l'année : par le Maxwell Club : 2022 |

## Les arbitres
Le match est dirigé par sept officiels de terrain aidés par un responsable et un groupe d'assistants pour les révisions vidéos. Huit remplaçants sont également prévus.
Ronald Torbert (en) dirige son deuxième Super Bowl. Mike Morton (en) est le deuxième officiel, après Terry Killens (en) en 2024, à participer en tant qu'arbitre et joueur d'un Super Bowl mais est le premier à le réaliser en ayant gagné un Super Bowl (avec les Rams de Saint-Louis en tant que linebacker lors du Super Bowl XXXIV).
Le nombre entre parenthèses dans le tableau ci-dessous indique le numéro de leu maillot.
| - Titulaires : - Arbitre principal : Ronald Torbert (en) (62) - Umpire : Mike Morton (en) (89) - Down judge : Max Causey (21) - Line judge : Mark Stewart (75) - Field judg e: Mearl Robinson (31) - Side judge : Boris Cheek (41) - Back judge : Jonah Monroe (120) - Révision vidéo : Kevin Brown - Assistants vidéo : NFL Front Office | - Réservistes : - Arbitre principal : Carl Cheffers (51) - Umpire : Duane Heydt (42) - Down judge : Dana McKenzie (8) - Line judge : Julian Mapp (10) - Field judge : Anthony Flemming (90) - Side judge : Chad Hill (125) - Back judge : Greg Yette (38) - Révision vidéo : Matt Sumstine |

## Déroulement du match

### Titulaires
| Chiefs de Kansas City | Postes  | Eagles de Philadelphie |
| --------------------- | ------- | ---------------------- |
| Patrick Mahomes       | QB      | Jalen Hurts            |
| Travis Kelce          | TE      | Dallas Goedert         |
| Xavier Worthy         | WR      | A.J. Brown             |
| JuJu Smith-Schuster   | WR      | DeVonta Smith          |
| DeAndre Hopkins       | WR / FB | Jahan Dotson (en)      |
| Isiah Pacheco         | RB      | Saquon Barkley         |
| Mike Caliendo (en)    | LT      | Jordan Mailata         |
| Joe Thuney            | LG      | Landon Dickerson       |
| Creed Humphrey        | C       | Cam Jurgens            |
| Trey Smith (en)       | LT      | Lane Johnson           |
| Jawaan Taylor (en)    | RT / RG | Mekhi Becton           |

| Chiefs de Kansas City | Postes   | Eagles de Philadelphie |
| --------------------- | -------- | ---------------------- |
| Chris Jones           | DT       | Jalen Carter           |
| Tershawn Wharton (en) | DT       | Jordan Davis           |
| Mike Danna (en)       | DE / OLB | Josh Sweat             |
| Leo Chenal (en)       | LB / OLB | Nolan Smith (en)       |
| Drue Tranquill (en)   | LB       | Zack Baun              |
| Nick Bolton           | LB       | Oren Burks             |
| Chamarri Conner (en)  | DB       | Cooper DeJean          |
| Trent McDuffie        | CB       | Quinyon Mitchell       |
| Jaylen Watson (en)    | CB       | Darius Slay            |
| Justin Reid           | S        | C.J. Gardner-Johnson   |
| Bryan Cook (en)       | S        | Reed Blankenship (en)  |

| Chiefs de Kansas City | Postes | Eagles de Philadelphie |
| --------------------- | ------ | ---------------------- |
| Matt Araiza (en)      | P / H  | Braden Mann (en)       |
| Harrison Butker       | K      | Jake Elliott           |
| James Winchester (en) | LS     | Rick Lovato            |
| Nikko Remigio (en)    | PR     | Cooper DeJean          |
| Nikko Remigio         | KR     | Will Shipley (en)      |

### Évolution du score
Match joué dans un stade fermé
| Score  | Q1 | Q2 | Q3 | Q4 | Total |
| Chiefs | 0  | 0  | 06 | 16 | 22    |
| Eagles | 7  | 17 | 10 | 06 | 40    |

| QT            | Temps         | Drive         | Drive         | Drive         | Équipe        | Description de l'action | Score  | Score  |
| ------------- | ------------- | ------------- | ------------- | ------------- | ------------- | --- | ------ | ------ |
| QT            | Temps         | Jeux          | Yards         | TDP           | Équipe        | Description de l'action | Chiefs | Eagles |
| 1             | 06:15         | 7             | 69            | 03:25         | PHI           | TD à la suite d'une course d'un yard par le QB Jalen Hurts (+ 1 pt de conversion par le K Jake Elliott)                                           | 0      | 7      |
|               |               |               |               |               |               | |        |        |
| 2             | 08:38         | 7             | 27            | 03:59         | PHI           | FG de 48 yards par le K Jake Elliott | 0      | 10     |
| 2             | 07:03         | 3             | - 6           | 01:35         | PHI           | Interception retournée sur 38 yards en touchdown par le CB Cooper DeJean (+ 1 pt de conversion par le K Jake Elliott)                             | 0      | 17     |
| 2             | 01:35         | 2             | 14            | 00:10         | PHI           | TD de 12 yards par le WR A.J. Brown (passe du QB Jalen Hurts + 1 pt de conversion par le K Jake Elliott                                           | 0      | 24     |
|               |               |               |               |               |               | |        |        |
| 3             | 05:18         | 12            | 69            | 06:42         | PHI           | FG de 29 yards par le K Jake Elliott | 0      | 27     |
| 3             | 02:40         | 1             | 46            | 00:07         | PHI           | TD de 46 yards par le WR DeVonta Smith (passe du QB Jalen Hurts + 1 pt de coversion par le K Jake Elliott)                                        | 0      | 34     |
| 3             | 00:34         | 5             | 90            | 02:06         | KC            | TD de 24 yards par le WR Xavier Worthy (passe du QB Patrick Mahomes - la tentative de conversion à 2 points à la passe échoue)                    | 6      | 34     |
|               |               |               |               |               |               | |        |        |
| 4             | 09:51         | 5             | 90            | 02:06         | PHI           | FG de 48 yards par le K Jake Elliott | 6      | 37     |
| 4             | 08:01         | 4             | 1             | 01:41         | PHI           | FG de 50 yards par le K Jake Elliott | 6      | 40     |
| 4             | 02:54         | 12            | 75            | 05:07         | KC            | TD de 7 yards par le WR DeAndre Hopkins (passe du QB Patrick Mahomes + 2 pts de conversion passe suivie d'une réception par le WR Justin Watson)  | 14     | 40     |
| 4             | 01:48         | 1             | 50            | 00:08         | KC            | TD de 50 yards par le WR Xavier Worthy (passe du QB Patrick Mahomes + 2 pts de conversion passe suivie d'une réception par le WR DeAndre Hopkins) | 22     | 40     |
| Score final : | Score final : | Score final : | Score final : | Score final : | Score final : | Score final : | 22     | 40     |

## Statistiques
| Nom         | Poste | Équipe                 |
| ----------- | ----- | ---------------------- |
| Jalen Hurts | QB    | Eagles de Philadelphie |

| Statistiques                          | Chiefs de Kansas City                                  | Eagles de Philadelphie                                  |
| ------------------------------------- | ------------------------------------------------------ | ------------------------------------------------------- |
| 1er down                              | 12                                                     | 21                                                      |
| 1er down à la course                  | 1                                                      | 7                                                       |
| 1er down à la passe                   | 11                                                     | 11                                                      |
| 1er down suite pénalité               | 0                                                      | 3                                                       |
| Conversion de 3e down                 | 3/11                                                   | 3/12                                                    |
| Conversion de 4e down                 | 0/1                                                    | 0/1                                                     |
| Jeux–yards                            | 49 jeux pour 275 yards                                 | 70 jeux pour 345 yards                                  |
| Yards à la courses                    | 11 courses pour 49 yards (moyenne de 4,5 yards/course) | 45 courses pour 135 yards (moyenne de 3,0 yards/course) |
| Yards à la passe                      | 226                                                    | 210                                                     |
| Passes: Réussies-Tentées-Interceptées | 21/ 32 passes complétées 2 interceptions               | 17/23 passes complétées 1 interception                  |
| Réussite en zone rouge/chances        | 1/1                                                    | 2/3                                                     |
| TD                                    | 3 (à la passe)                                         | 4 (1 à la course, 2 à la passe et 1 par la défense)     |
| Field Goals                           | 0/0                                                    | 4/4                                                     |
| Sacks (Nombre-Yards)                  | 6 pour 31 yards adverses perdus                        | 2 pour 11 yards adverses perdus                         |
| Fumbles (Nombre/Perdus)               | 2/1                                                    | 0/0                                                     |
| Pénalités (Nombre/Yards perdus)       | 7 pour 75 yards perdus                                 | 8 pour 59 yards perdus                                  |
| Temps de possession                   | 23:02                                                  | 36:58                                                   |

| Chiefs de Kansas City  |                  |                                                                                                  |
| Quarterback            | Patrick Mahomes  | 21/32 passes complétées, 257 yards, 2 interceptions, 3 TDs, 6 sacks subis, évaluation QB de 95,4 |
| Meilleurs coureurs     | Patrick Mahomes  | 4 courses pour 25 yards, moyenne de 6,3 yards/course                                             |
| Meilleurs coureurs     | Kareem Hunt      | 3 courses pour 9 yards, moyenne de 3 yards/course                                                |
| Meilleurs coureurs     | Samaje Perine    | 1 course pour 8 yards                                                                            |
| Meilleurs coureurs     | Isiah Pacheco    | 3 courses pour 7 yards, moyenne de 2,3 yards/course                                              |
| Meilleurs receveurs    | Xavier Worthy    | 8/8 réceptions pour 157 yards gagnés, 2 TDs                                                      |
| Meilleurs receveurs    | Travis Kelce     | 4/6 réceptions pour 39 yards gagnés                                                              |
| Meilleurs receveurs    | DeAndre Hopkins  | 2/5 réceptions pour 18 yards gagnés, 1 TD                                                        |
| Meilleurs défenseurs   | Drue Tranquill   | 11 plaquages dont 7 en solo, 2 TFL, 1 sack (5 yards), 1 QB hit                                   |
| Meilleurs défenseurs   | Nick Bolton      | 9 plaquages dont 4 en solo, 2 TFL                                                                |
| Meilleurs défenseurs   | George Karlaftis | 4 plaquages dont 3 en solo, 1 TFL , 1 sack (yards), 1 QB hit                                     |
| Meilleurs défenseurs   | Justin Reid      | 7 plaquages dont 5 en solo                                                                       |
| Eagles de Philadelphie |                  |                                                                                                  |
| Quarterbacks           | Jalen Hurts      | 17/22 passes complétées, 221 yards, 1 interception, 2 TDs, 2 sacks subis, évaluation QB de 119,7 |
| Quarterbacks           | Kenny Pickett    | 0/1 passe complétée, 0 yard, 0 interception, 0 TD, 0 sack subi, évaluation QB de 39,6            |
| Meilleurs coureurs     | Jalen Hurts      | 11 courses pour 72 yards, 1 TD, moyenne de 6,5 yards/course                                      |
| Meilleurs coureurs     | Saquon Barkley   | 25 courses pour 57 yards, moyenne de 2,3 yards/course                                            |
| Meilleurs coureurs     | Kenneth Gainwell | 6 courses pour 10 yards, moyenne de 1,7 yards/course                                             |
| Meilleurs receveurs    | DeVonta Smith    | 4/5 réceptions pour 69 yards gagnés, 1 TD                                                        |
| Meilleurs receveurs    | A.J. Brown       | 3/5 réceptions pour 43 yards gagnés, 1 TD                                                        |
| Meilleurs receveurs    | Jahan Dotson     | 2/3 réceptions pour 42 yards gagnés                                                              |
| Meilleurs receveurs    | Saquon Barkley   | 6 réceptions pour 40 yards gagnés                                                                |
| Meilleurs défenseurs   | Zack Baun        | 7 plaquages dont 3 en solo, 1 passe défendue, 1 QB hit                                           |
| Meilleurs défenseurs   | Josh Sweat       | 6 plaquages dont 2 en solo, 2 TFL, 2½ sack (11 yards), 3 QB hits                                 |
| Meilleurs défenseurs   | Cooper DeJean    | 3 plaquages en solo, 1 passe défendue, 1 TD                                                      |
| Meilleurs défenseurs   | Milton Williams  | 4 plaquages dont 3 en solo, 2 TFL, 2 sacks (18 yards), 1 QB hit                                  |